# Puerto Ricaanse voetbalbond
De Puerto Rican Football Federation of Puerto Ricaanse voetbalbond (FPF) is een voetbalbond van Puerto Rico. De voetbalbond werd opgericht in 1940 en is sinds 1964 lid van de CONCACAF. In 1960 werd de bond lid van de FIFA.
De voetbalbond is ook verantwoordelijk voor het Puerto Ricaans voetbalelftal en de nationale voetbalcompetitie voor mannen, de Liga Nacional de Fútbol de Puerto Rico.

## Presidenten
1. Paco Bueso
2. José Laureano Cantero
3. Cristo Manuel Romero Sánchez (1968–1969)
4. José M. Arsuaga
5. Dr. Roberto Monroig
6. Esteban Rodríguez Estrella (1982–1984)
7. Luis Russi Dilán (1994–2002)
8. Joe Serralta (2004–2010)
9. Eric Labrador (2011–2019)
10. Iván Rivera (2019–heden[1][2])